# Schistidium brunnescens
Schistidium brunnescens là một loài Rêu trong họ Grimmiaceae. Loài này được Limpr. mô tả khoa học đầu tiên năm 1889.